# Liste der Monuments historiques in Écaillon (Nord)
Die Liste der Monuments historiques in Écaillon (Nord) führt die Monuments historiques in der französischen Gemeinde Écaillon auf.

## Liste der Objekte
| Bezeichnung                                | Beschreibung | Standort           | Kennzeichnung | Schutzstatus | Datum | Bild           |
| ------------------------------------------ | ------------ | ------------------ | ------------- | ------------ | ----- | -------------- |
| Altar der Kapelle Notre-Dame-de-Bonsecours | Erbaut 1673  | Rue du Bois (Lage) | PA59000047    | Inscrit      | 1999  | weitere Bilder |